# Jair Torrico
Jair Torrico Camacho (Cochabamba, 2 de agosto de 1986) es un futbolista boliviano. Juega como lateral izquierdo en el Club Aurora de la Primera Division de Bolivia. Es hermano del futbolista Didí Torrico.

## Selección nacional
Ha sido internacional con la Selección de fútbol de Bolivia en 4 ocasiones sin anotar goles.

## Clubes
| Club              | País    | Año         |
| ----------------- | ------- | ----------- |
| Jorge Wilstermann | Bolivia | 2009 - 2010 |
| The Strongest     | Bolivia | 2010 - 2016 |
| Sport Boys Warnes | Bolivia | 2017        |
| San José          | Bolivia | 2018 - 2019 |
| Always Ready      | Bolivia | 2020        |
| Aurora            | Bolivia | 2021- 2025  |

## Palmarés

### Títulos nacionales
| Título           | Club              | País    | Año           |
| ---------------- | ----------------- | ------- | ------------- |
| Primera División | Jorge Wilstermann | Bolivia | Apertura 2010 |
| Primera División | The Strongest     | Bolivia | Apertura 2011 |
| Primera División | The Strongest     | Bolivia | Clausura 2012 |
| Primera División | The Strongest     | Bolivia | Apertura 2012 |
| Primera División | The Strongest     | Bolivia | Apertura 2013 |
| Primera División | The Strongest     | Bolivia | Apertura 2016 |
| Primera División | San José          | Bolivia | Clausura 2018 |
| Primera División | Always Ready      | Bolivia | Apertura 2020 |